# 清津青年駅
清津青年駅（チョンジンチョンニョンえき）は、朝鮮民主主義人民共和国咸鏡北道清津市に位置する朝鮮民主主義人民共和国鉄道省平羅線の駅である。

## 概要
1916年11月5日に清津駅（せいしんえき）として開業した。開業当初は清津駅の隣の輸城駅でスイッチバックをしないと清津駅に進入できない構造となっていたが、1940年（昭和15年）7月1日に改良工事が行われ、清津駅は場所を移転し、スイッチバックなしで南北を行き来することが可能となった。なお、この時に古い清津駅は清津港駅と改称され、1943年（昭和18年）6月1日からは更に清津埠頭駅と改称された。
戦後、清津埠頭駅は廃止され、清津駅は清津青年駅と改称された。清津青年駅の近隣には清津港があり、主要工業地区から輸送される中継貨物の取扱量は多く、貨車や各種鉄道部品を生産する清津鉄道工場とも隣接している。

## 脚註
1. ↑  日本統治時代南満州鉄道北鮮西部線
2. ↑  現在では輸城駅との間に青岩駅が設けられている。